# Alsónémedi
Alsónémedi (hongrois : Alsónémedi [ˈɒlʃoːneːmɛdi]) est une localité hongroise située dans le comitat de Pest. Elle est le siège de l'enseigne de grande distribution CBA.

## Nom et attributs

### Toponymie
La commune est l'une des plus anciennes de Pest, sa première mention écrite remontant à 1067 sous le nom de Nywyg. 
L'origine du nom Nywyg est incertaine. Selon le Dictionnaire étymologique des noms géographiques, il proviendrait probablement d'un ancien mot apparenté au terme nyű (désignant un ver ou une larve en hongrois), bien que l'hypothèse d'une origine slave soit également envisagée, en raison de la présence d'un toponyme similaire (Nevid) en tchèque.

## Site et localisation

### Topographie et hydrographie
La commune est située sur la plaine alluviale de Pest, au sud-est de Budapest, au sein de l'agglomération de la capitale hongroise. Elle se trouve à 8 kilomètres de l'autoroute M0 et est traversée par la route principale 5. À l'ouest et au sud-ouest, son territoire est bordé par le canal Danube-Tisza, et plusieurs fermes isolées se trouvent dans sa périphérie.

## Histoire
La région d'Alsónémedi est habitée depuis la Préhistoire, comme en témoignent des sépultures datant de l'âge du cuivre (vers 2200 av. J.-C.), attribuées à la culture de Némedi.
La commune est l'une des plus anciennes de Pest, sa première mention écrite remontant à 1067 sous le nom de Nywyg. Elle fut d'abord la propriété des clans Árpád et Aba avant de passer, à partir du XIVe siècle, sous l'autorité de l'évêché de Vác.
La localité fut détruite durant la période de la domination ottomane, puis repeuplée à la fin du XVIIe siècle. En 1718, l'évêque de Vác y installa un curé catholique, et l'année suivante, les catholiques prirent possession de l'église locale. Alsónémedi se développa principalement comme un village agricole, le développement industriel étant freiné par la proximité de Pest.
La révolution de 1848 et l'abolition du féodalisme eurent un impact significatif sur le village. Au début du soulèvement, la localité envoya un grand nombre de gardes nationaux au combat. En 1885, un incendie ravagea une partie du village.
La Première Guerre mondiale eut des conséquences dramatiques pour Alsónémedi, tant en pertes humaines qu'en destructions matérielles. Un monument rénové, situé sur la place de la Liberté (Szabadság tér), rend hommage aux soldats tombés au combat.
Entre les deux guerres, de grands propriétaires terriens procédèrent à des ventes de terrains parcellaires, permettant ainsi à de nombreux habitants d'acquérir des terres en fermage. Après 1945, la réforme agraire transforma profondément la structure foncière du village, et un début d'industrialisation se mit progressivement en place.
Aujourd'hui, Alsónémedi perpétue ses traditions à travers des festivités saisonnières, notamment des bals et des défilés de vendanges à l'automne.

## Population

### Minorités culturelles et religieuses
Lors du recensement de 2011, la population d'Alsónémedi se déclarait majoritairement hongroise (87,3 %), avec des minorités rom (0,3 %), allemande (0,6 %), roumaine (1,1 %) et bulgare (0,2 %). En raison des identités multiples, le total des pourcentages peut dépasser 100 %. Par ailleurs, 12,6 % des habitants n'ont pas souhaité répondre à cette question.
Concernant l'appartenance religieuse, 36,6 % de la population se déclaraient catholiques romains, 29,7 % réformés, 0,4 % luthériens et 0,5 % grecs-catholiques. En outre, 8 % des habitants se déclaraient sans religion, tandis que 23,2 % n'ont pas répondu.
En 2022, la population s'identifiant comme hongroise a augmenté à 90,5 %, tandis que 0,7 % se déclaraient roumains, 0,6 % roms, 0,6 % allemands, 0,2 % bulgares et 0,2 % ukrainiens. De plus, 0,1 % de la population s'identifiait comme slovaque et 0,1 % comme serbe, tandis que 2,6 % s'affiliaient à d'autres nationalités non hongroises. Le taux de non-réponse était de 9,3 %.
D'un point de vue religieux, 27,7 % des habitants se déclaraient catholiques romains, 23 % réformés, 0,7 % grecs-catholiques, 0,4 % luthériens, 0,1 % orthodoxes, 1,3 % appartenant à d'autres confessions chrétiennes et 0,7 % à une autre branche du catholicisme. Par ailleurs, 8,3 % se déclaraient sans religion et 37,7 % n'ont pas répondu.

## Équipements

### Réseaux extra-urbains
Alsónémedi bénéficie d'une situation géographique favorable en matière de transport. La commune est proche de l'autoroute M5 et de l'autoroute périphérique M0 qui encercle presque entièrement Budapest. De plus, la route principale 5 traverse son territoire.
Parmi les axes routiers secondaires, la route 4602 relie Alsónémedi à Vecsés et à l'échangeur des autoroutes M0 et M5, tandis que la route 5201 permet de rejoindre Dunaharaszti. La route 46 104 relie directement le centre de la commune à Ócsa.
Un long tronçon de la route 4604 traverse le territoire communal, reliant directement la périphérie de Soroksár au centre d'Ócsa. D'autres routes importantes incluent la 52 103 en direction de Bugyi et la 4617 qui longe la frontière sud-est de la commune.

## Économie
Alsónémedi accueille plusieurs entreprises et enseignes commerciales d'importance. La commune abrite notamment les sièges de CBA, une chaîne de supermarchés hongroise, et de GLS Hungary, une filiale du groupe international de logistique et de transport de colis. 

## Patrimoine urbain
Alsónémedi possède plusieurs édifices religieux d'importance. L'église catholique romaine de l'Exaltation de la Sainte-Croix (Szent Kereszt felmagasztalása-templom) est un édifice de style baroque. La commune abrite également une église réformée, construite dans le même style architectural. À proximité de cette dernière se trouve le presbytère réformé, qui constitue un élément notable du patrimoine local.

## Relations internationales

### Jumelages
| Ville | Ville         | Pays | Pays              |
| ----- | ------------- | ---- | ----------------- |
|       | Aita Mare (d) |      | Roumanie          |
|       | Colletorto    |      | Italie            |
|       | Demir Kapija  |      | Macédoine du Nord |
|       | Pelplin       |      | Pologne           |
|       | Xgħajra       |      | Malte             |

## Personnalités liées à la localité
Alsónémedi est le lieu de naissance de Benjámin Szőnyi (1717–1794), pasteur réformé. La commune a également accueilli plusieurs figures notables dans le domaine de l'éducation, parmi lesquelles Károly Halászy, enseignant et capitaine de la garde nationale hongroise, ainsi que Barnabás Bornemisza (1887–1967), sportif et directeur d'école, qui y a enseigné pendant 23 ans.
Le village est aussi lié à la vie politique hongroise avec Gedeon Varga (1894–1972), député du Parti des petits propriétaires, qui est né à Alsónémedi et y a passé une grande partie de sa vie.
Enfin, la commune a vu grandir István Juhász (1945–2024), footballeur hongrois devenu champion olympique, marquant ainsi l'histoire du sport national.